# Mario Pastore
Mario Pastore (Novara, 18 febbraio 1929 – Roma, 21 settembre 1996) è stato un giornalista italiano, storico conduttore del TG2.

## Biografia
Figlio di Giulio Pastore, fondatore della CISL, Mario Pastore, giornalista professionista dal 1953, ha iniziato la carriera a Il Popolo; poi è passato a Il Giorno, seguendo sino al 1959 le cronache parlamentari (secondo  Vittorio Emiliani, "con molta autonomia. Come confermerà nel prosieguo di carriera, ad esempio al TG2"); successivamente, ha ricoperto il ruolo di responsabile delle Relazioni esterne e dell'ufficio stampa della Società Autostrade. Approda in Rai alla metà degli anni sessanta e nel 1966 è conduttore del Telegiornale del canale Nazionale fino al 1976. Successivamente, dopo la riforma Rai, passa al neonato TG2, del quale è stato conduttore quasi venti anni, raggiungendo anche punte da primato di ascolto.
Duro e inflessibile, occhi vivaci dietro spesse lenti da miope, ebbe uno scontro in diretta TV con il radicale Gianfranco Spadaccia, che gli rivolse pesanti giudizi sul suo modo di condurre il TG della sera. Sempre in Rai, dopo la lunga esperienza al telegiornale è stato conduttore di diverse trasmissioni, da Tribuna politica a Prima edizione, con Enza Sampò, a Diogene, con Antonio Lubrano. Ha curato Linea notte per il TG1 e Film più, una serie di puntate di attualità nelle quali si proponevano pellicole che ricordavano da vicino fatti di cronaca. Lasciata la Rai, ha brevemente collaborato con l'emittente locale Teleregione.
In un'epoca nella quale la Rai era fortemente condizionata dall'influenza dei partiti e dalla lottizzazione, Mario Pastore si è sempre distinto per il suo spirito di giornalista libero e indipendente. Pastore è stato fortemente impegnato anche sui temi della salvaguardia dell'ambiente. Presidente della LIPU (la lega italiana per la protezione degli uccelli) dal 1985 al 1996, ha contribuito alla crescita della sensibilità ai temi ambientali in Italia; alla sua scomparsa, la LIPU gli ha intitolato il premio Giornalista per l'ambiente.
Negli ultimi anni si è dedicato anche all'insegnamento quale docente di giornalismo all'Università degli Studi di Urbino.
Muore a Roma il 21 settembre 1996; sarà il fratello vescovo, Pierfranco, a celebrare il funerale nella chiesa di Santa Lucia nel quartiere della Vittoria a Roma.

## Nella cultura di massa
- Il giornalista televisivo fu spesso imitato nei varietà da Alighiero Noschese, dove ogni sua notizia terminava con la puntuale smentita ("mi dicono che non è vero").
- Apparizione nel ruolo di se stesso nel mediometraggio comico di Massimo Troisi Morto Troisi, viva Troisi! (1982).
- Il suo nome viene citato in una canzone del gruppo satirico Elio e Le Storie Tese, a guisa di grido di guerra dei personaggi robotici dei cartoni animati giapponesi degli anni settanta e ottanta.